# Shameless
Shameless är en amerikansk TV-serie skapad av John Wells som började sändas den 9 januari 2011 på Showtime. Den är baserad på den brittiska serien med samma namn skapad av Paul Abbott. Huvudrollerna spelas av bl.a. William H. Macy och Emmy Rossum. Serien har hittills visats i elva säsonger.

## Handling
Serien utspelar sig i Chicago och handlar om den dysfunktionella familjen Gallagher som består av den ensamstående fadern Frank och hans sex försummade barn. Medan han tillbringar sina dagar genom att dricka sig full och begå bedrägerier försöker hans barn att ta hand om sig själva och varandra.

## Rollista
- William H. Macy – Frank Gallagher
- Emmy Rossum – Fiona Gallagher
- Jeremy Allen White – Lip Gallagher
- Cameron Monaghan – Ian Gallagher
- Emma Kenney – Debbie Gallagher
- Ethan Cutkosky – Carl Gallagher
- Shanola Hampton – Veronica Fisher
- Steve Howey – Kevin Ball
- Isidora Goreshter – Svetlana
- Joan Cusack – Sheila Jackson
- Noel Fisher – Mickey Milkovich
- Justin Chatwin – Jimmy Lishman / Steve Wilton
- Emma Greenwell – Mandy Milkovich
- Laura Slade Wiggins – Karen Jackson
- Zach McGowan – Jody Silverman
- Emily Bergl – Sammi Slott
- Jake McDorman – Mike Pratt
- Christian Isaiah – Liam Gallagher
  - Brenden och Brandon Sims – Liam Gallagher som yngre